# YTN
YTNは、大韓民国のニュース専門放送局。韓国国内のケーブルテレビ・衛星向けにニュースチャンネルを終日配信しているほか、国際放送も行っている。1995年3月1日設立。ソウル特別市麻浦区に本社を置く。2024年2月より有進グループの傘下企業である。
創業時「聯合通信（現：聯合ニュース）」所属のテレビ局だったため、「Yonhap Television News」の略称としてYTNの名称を使用していたが、1998年に聯合通信との資本関係を解消してからは、特に何の略称かは示しておらず、キャッチフレーズとして「Your True Network」、「Yesterday Tomorrow Now」、「Yes! Top News」の略の様に使用している。

## 略史
1993年9月、聯合通信の子会社として「聯合テレビジョンニュース」が設立され、1995年3月に韓国初の24時間ニュース放送を開始した。YTNは当初の英文社名「Yonhap Television News」の略から取られたものであった。
開局1年足らずの1995年6月29日17時57分に発生した三豊百貨店崩落事故ではどのテレビ局よりも早く現場に駆け付け、事故発生から僅か10分足らずで現場からの生中継を開始した。この速報力の高さから同局への加入者が倍増したという。
1997年12月、経営悪化とIMF危機により、韓電KDN（韓国電力公社の子会社）が、聯合通信保有のYTN株式を取得して筆頭株主になった。また、韓国馬事会や当時公企業であった韓国タバコ人参公社（現在のKT&G）も出資し、公的企業が出資の過半数を占めることになった。そのため、YTNを公営放送と分類されることがあった。
1998年、聯合通信との資本関係を解消して独立、1999年2月には社名も「YTN」に変更し、現在に至る。なお、聯合通信から改称した聯合ニュースは、2011年にニュース専門放送の「ニュースY（現：聯合ニュースTV）」を開局しているが、YTNとの直接の関係はない。
2000年4月からは観光名所として知られるNソウルタワー（ソウル特別市龍山区）も所有。子会社による芸能・娯楽番組チャンネルの運営、自社主導コンソーシアムによる地上波デジタルマルチメディア放送 (DMB) へ参入し、総合情報企業への発展を目指している。
2008年4月から、報道専門FMラジオ局であるYTN FM（現・YTN ニュースFM）を開局し、ソウル・仁川・京畿道を中心とした地域に向け放送を開始した。
2022年末、尹錫悦政権は「公共機関資産効率化計画」により、公的企業である韓電KDNと韓国馬事会が保有する30.95%の株式を市場売却する方針を明らかにした。この動きに対して、野党や言論労組は、政権による放送掌握、公営放送の民営化と強く反発している。
この入札には中堅財閥の有進グループや韓世実業、宗教団体である世界平和統一家庭連合（旧・統一教会）系のワンコリアメディアホールディングスが参加していたが、有進グループが最高価格で落札したことが2023年10月23日に報じられた。放送通信委員会の審査承認を得て、YTNの新しい筆頭株主になる予定。
2024年2月7日、放送通信委員会は全体会議を開催し、有進グループへの筆頭株主変更を承認した。これに対して、YTNや言論労組は手続きの瑕疵を主張し遺憾を表明した。2月15日、株式の売買手続きが完了し、YTNは有進グループ入りし「民営化」された。

## マス・メディア利用率1位
「情報通信政策研究院」の2011年2月の発表によると、YTNのマス・メディア利用率（テレビ・新聞、インターネットを含む全ての媒体利用率）は、国内で一番高い。YTNは特に、インターネットよりの利用率の場合も国内媒体利用率1位、テレビでの利用率の場合も国内媒体利用率1位を記録。ちなみに「情報通信政策研究院」の発表によると2011年の韓国内マス・メディア利用率は、YTNが49.7%で1位を記録し、2位がKBS（47.1%）、その後は、MBC（45.9%）、SBS（24%）、朝鮮日報（16.4%）、中央日報（12%）の順。
YTNはこの発表を受け、「国内全てのマス・メディア利用率調査の結果発表からもわかるように、再び全国民から信用されている」と論評している（社報 2011年3月 第91号）。

## 社長人事をめぐる動き
上述のとおり公的企業を大株主に持っていたため、理事会が政権に近い人物を経営者に迎えようとする傾向があるとされている。
盧武鉉政権期には政権に近い人物を社長に据える動きがあったが、労働組合によって事実上阻止されている。
2008年7月に公募制度で社長に就任した元文化放送 (MBC) 記者の具本弘は、2007年の大統領選挙において李明博陣営で放送総括本部長を務めるなど李大統領の側近にあたるため、労働組合が報道の公正性が損なわれるとして抗議。これに対して会社側が10月6日、労働組合委員長ら6人を解雇、27人を停職などとする処分を発表したため、10月8日よりアナウンサーや取材記者らが処分の撤回を求めて喪服姿でニュースを伝えるといった異例の事態に発展。また、この解雇処分により、さまざまな事件の映像を流す看板番組『突発映像』の担当プロデューサー3人のチーム中2人が解雇され、同番組は10月9日より放送できなくなる事態に陥った。
また、2024年には新たな筆頭株主となった有進グループが、前述の2008年に労組関係者を大量処分した当時常務だった金伯を新たな社長として選任し、保守性向で尹錫悦大統領に近い人物の社長就任に労組は反発している。

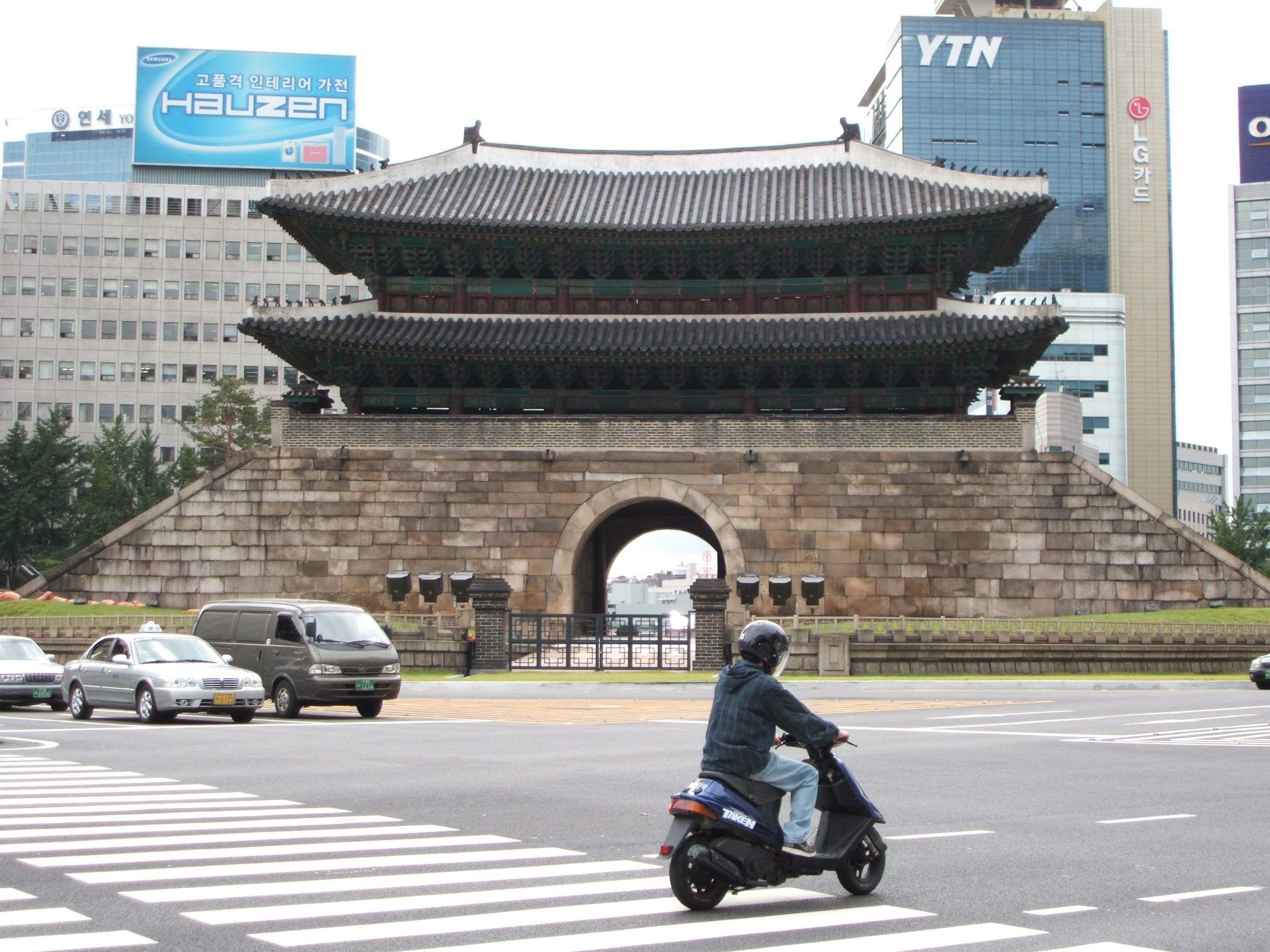
崇礼門の近くにあるYTNタワー（写真右奥、旧本社）

## 放送チャンネル
- YTN：24時間ニュースチャンネル（1995年3月開局）
- YTN World：700万海外同胞の為に開局。地球村のニュースを全世界向けに衛星でリアルタイム発信。2011年拡大・再開局（2004年3月開局したYTN international前身）
- YTN STAR：芸能情報チャンネル（YTNメディア、2004年12月開局）
- Comedy TV：バラエティ・コメディ番組チャンネル（YTNメディア、2000年10月開局）
- YTN DMB：地上波DMB（2005年12月開局）
- YTN FM：報道専門FMラジオ局（2008年4月開局、FM 94.5MHz・コールサイン:HLQV-FM）

## 沿革
- 1993年09月14日　聯合通信（現・聯合ニュース）、「株式会社聯合テレビジョンニュース」を設立
- 1993年09月28日　報道（総合報道）ジャンル許可
- 1995年03月01日　「YTN」放送開始
- 1997年12月02日　韓電KDNが筆頭株主に。聯合通信との資本関係解消
- 1999年02月02日　社名を「株式会社YTN」に変更
- 2000年04月08日　ソウルタワーの譲渡を受け「YTNソウルタワー」とする
- 2000年10月01日　A&Cコーロン（繊維製造大手のコーロンの子会社）により「Comedy TV」放送開始
- 2001年04月01日　PAS-2衛星を使用して海外向けニュース放送開始（北米、アジア、オセアニア方面）
- 2001年09月04日　コスダック（韓国店頭市場）に登録
- 2002年02月01日　A&Cコーロンにより映画専門チャンネル「ムービープラス」放送開始
- 2002年12月01日　携帯電話全社へのニュースサービス提供開始
- 2003年04月08日　PAS-2、PAS-9、PAS-10の3衛星を使用して全世界向けニュース放送開始
- 2004年03月01日　本社をソウル特別市鍾路区寿松洞の聯合ニュースビルから、崇礼門（南大門）近くの新社屋「YTNタワー」に移転
- 2004年03月18日　「YTN International」放送開始
- 2004年03月00日　A&Cコーロンの株式50.9%を引き受け子会社化
- 2004年6月　A&Cコーロンを「YTNメディア」に社名変更
- 2004年12月10日　「YTN STAR」放送開始（「ムービープラス」の名称・編成を変更）
- 2005年03月28日　YTNを筆頭としたコンソーシアム「YTN DMB」が、地上波DMB事業者として放送委員会から選定（申請10社から6社選定）
- 2005年12月01日　「YTN DMB」放送開始
- 2008年04月30日　「YTN FM」開局
- 2011年4月「YTN International」が「YTN World」に拡大。
- 2014年4月7日 本社をデジタルメディアシティ(ソウル特別市麻浦区上岩洞)に新築した、YTNニュースクエアへ移転

## 主な番組
重大ニュース発生時には変更あり
- YTN24（毎日00:00-04:25、平日20:15-20:45、週末 09:00-10:00、11:00-12:00、15:00-16:00、19:00-21:10）
- GLOBAL KOREAN　（A 木曜　12:30-, 21:30-、金曜　02:30- / B 土曜 10:30-, 19:30-、日曜 02:30-）
- ニュース出発（毎日04:30-06:50、平日07:00-07:40)
- 論点今日（平日08:00-09:32）
- ニュースブリーフィング（平日09:45-09:53）
- ニュース塔（平日10:00-11:45）
- ニュースNイシュー（毎日12:00-13:45）
- ニュースIn（平日14:00-15:45）
- ニュースQ（毎日16:00-17:25）
- エコノミー（平日17:35-17:50）
- ニュース通（平日18:00-19:12）
- 伸びの時事ぽんぽん（平日19:30-20:15）
- ニュース21（平日21:00-21:45）
- プライムタイムニュースナイト（毎日22:00-23:30）
- スポーツのニュース（毎日23:40-23:50）
- ニュースワイド（週末 07:00-09:00、10:00-11:00、14:00-15:00、18:00-19:00）
- 世界、世界人
- ネットワークニュース (火曜日-土曜日 01:35-01:55)
- ネットワーク･パレード
- YTNフォーカス
- スポーツ24
- ゴルフ24
- シネマ･トゥデー
- トピック･ワールド
- サイエンス･クイズショー15